# Анджей Пронашко

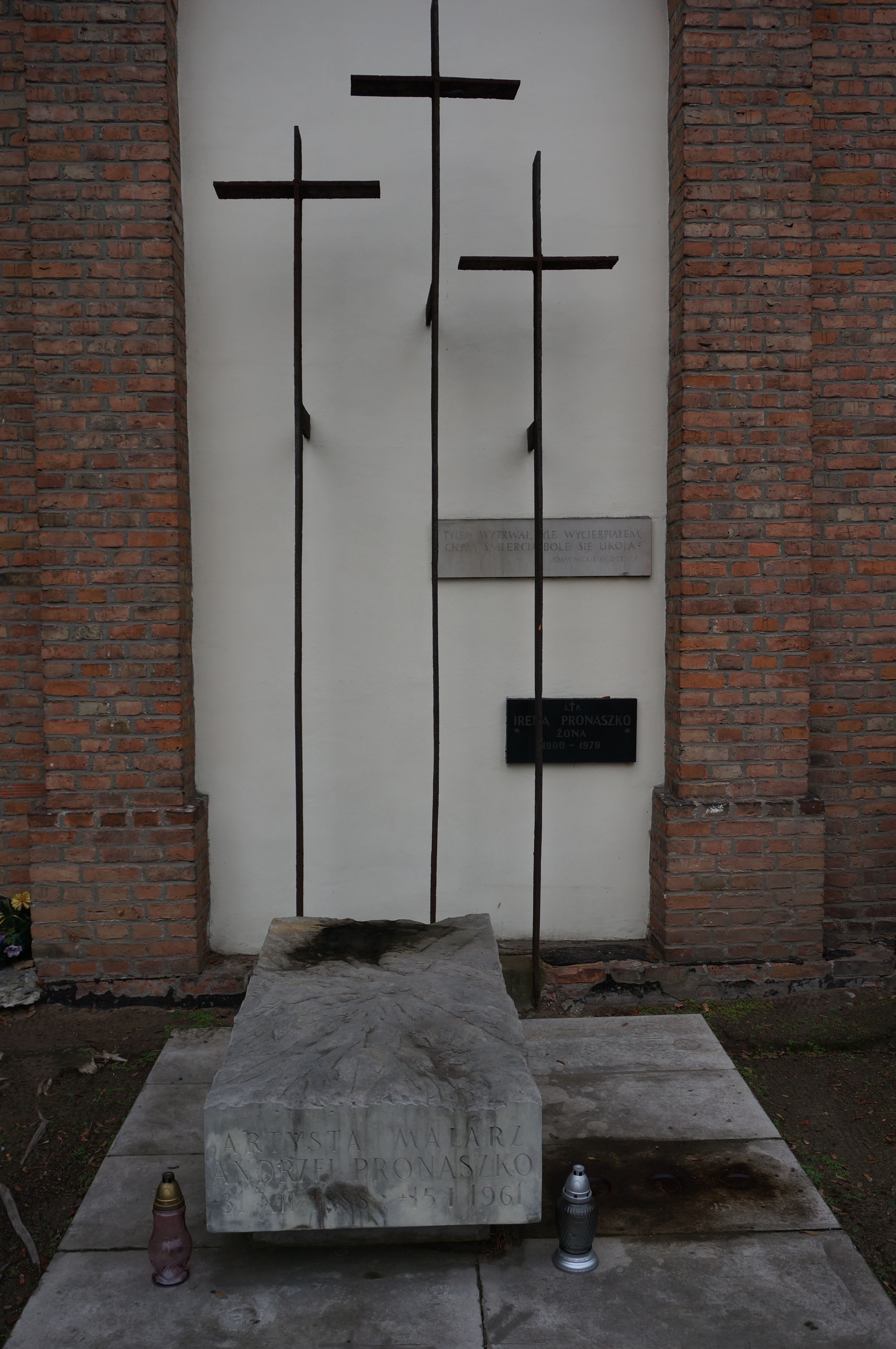
Могила Анджея Пронашка на старому Повонзківському цвинтарі

Анджей Пронашко (пол. Andrzej Pronaszko; 31 грудня 1888, Деребчин — 15 січня 1961, Варшава) — польський художник, сценограф, педагог; представник авангардного мистецтва 1920-х—1930-х років.

## Життєпис
Анджей Пронашко народився 31 грудня 1888 року в Деребчині в родині Францішека Пронашка, директора цукрового заводу. Закінчив школу у Києві. Художню освіту розпочав 1906 року у Вищій промисловій школі Кракова. У 1909—1910 роках навчався в Академії образотворчих мистецтв у Кракові, де був студентом Леона Вичулковського та Станіслава Дембіцького. Потім він поїхав вдосконалювати художню майстерню в Мюнхен та Париж. Під час першої світової війни він залишився в Закопане, де реалізував свої перші сценографії спільно з братом Збігнєвом Пронашком. Він входив до підпільної театральної ради. У 1917 році спільно зі Збігнєвом Пронашко та Тітусом Чижевським він заснував групу польських експресіоністів. З групою він організовував незалежні виставки у Кракові.
У 1927 році приєднався до «Праесенса» — групи архітекторів та художників конструктивістського спрямування. Разом із Шимоном Сиркусом у 1928 році Анджей зробив проєкт одночасного театру. У декорі сцени основний акцент робився на функціональність. У 1934 році спільно зі Стефаном Брилою створив Театр, що рухається, з обертовою аудиторією, оточеною сценою. У 1924—1937 роках він створив кілька десятків сценографій для вистав у Великому театрі у Львові.
Пронашко презентував свої картини у художньому салоні Чеслава Гарлінського у Варшаві (1929, 1930), у міському музеї  Гданська (1930) та салоні профспілки польських художників і дизайнерів у Львові (1935). У 1937 році він був нагороджений срібною медаллю за композицію «В магазині музичних інструментів» на Міжнародній виставці «Мистецтво та технології» в Парижі. Під час другої світової війни він був членом підпільної ради театру. Після війни оселився у Варшаві і у 1957 році був призначений професором місцевої Державної вищої театральної школи (нині Театральна академія імені Александра Зельверовича).
Помер 15 січня 1961 року у Варшаві. Його поховали на старому Повонзківському цвинтарі на Алеї Заслужених (ряд 1 місце 110).

## Творчість
На ранньому етапі творчості художник зазнав впливу мистецтва Молодої Польщі. Його перші твори стилістично пов'язані з символізмом (наприклад, картина «Автопортрет проти гілки дерева»). Період формалістів був для Пронашки уроком дисципліни та школою будівельних форм. Він використовував свій тодішній досвід у пізніших сценічних композиціях — його твори були позбавлені зайвих деталей, сильні та наповнені змістом («Процесія»). У 1921 році з'являється сіро-синювате панування кольорів, художник відходить від формалізму, пише картини на бойові та жанрові теми, а також натюрморти та портрети. Під час подорожей до Франції та Італії наприкінці 1920-х років він створив пейзажі, в техніці акварелі («Церква Форт-Вендре»). Приєднавшись до групи «Праесенсу», він створює композиції, що відображають припущення про конструктивізм («Сцена», «Конструктивістська композиція») — обмежується простими геометричними елементами: колом, трикутником і прямою лінією, що взаємодіють всередині малюнка. У 1950-х роках він повертається до натюрмортів, предметом якого стали музичні інструменти.
Анджей Пронашко займався прикладною графікою. 1930 року спільно з Адольфом Шишко-Богушем та Володимиром Падлевським він облаштував інтер'єр Президентського замку у  місті Вісла.

### Живопис
- «Автопортрет на тлі гілок дерев» (1908, Львівська національна галерея мистецтв імені Бориса Возницького);
- «Акробати» (1921);
- «Христос. Навчання»;
- «Спокуса»;
- «Тріумф смерті»;
- Серія «Entombment», серед інших «Процесія» (1916, Національний музей у Варшаві);
- «Мніх» (1917, Художній музей у Лодзі);
- «Підпал» (1918);
- «Танець» (1920);
- «Політ Марії в Єгипет» (1921);
- «У майстерні»;
- «Портрет дружини»;
- «Ранок у господарстві» (1927);
- «Гарячий обідній чай»;
- «Церква у форті Вендре»;
- «Трувільський палац»;
- «Гавань Collioure»;
- Серія «Сентиментальні пейзажі»;
- «Етап», «Конструктивістська композиція» (1927);
- «Прощання з Музою» (1949—1951);
- «Натюрморт із зірками» (1952—1953).

### Сценографія
П'єси режисера Стефана Жеромські під час першої світової війни: 
- Лілла Венеда Юліуша Словацького;
- Легіон Станіслава Виспянського.

Польський театр (нині театр імені Стефана Ярача у Лодзі) у 1917—1918 роках:
- Кордіан Юліуш Словацький;
- Дід Адама Міцкевича;
- Листопадова ніч Станіслава Виспянського;
- Ахілле Станіслав Виспянський.

Театр імені Юліуша Словацького у Кракові у 1922—1924 роках: 
- Марія Стюарт Юліуш Словацький;
- Сон Купальської ночі Вільяма Шекспіра;
- Житель Варшави Станіслав Виспянський.

П'єси режисера Леона Шиллера у Львові у 1924—1932 роках:
- Зимова казка Вільяма Шекспіра;
- Дід Адама Міцкевича;
- Срібна мрія Саломеї Юліуша Словацького.

П'єси режисера Вілама Горжиці у Львові у 1932—1937 роках:
- понад 50 проєктів.

## Нагороди, премії
- Орден «Трудовий Прапор», 2-й клас (22 липня 1949 р.)[1];
- Золотий хрест заслуги (15 червня 1946 р.)[2];
- Медаль 10-ї річниці Народної Польщі (28 січня 1955 р.)[3];
- 1947 рік — нагорода на Польському національному Шекспіровському фестивалі за сценографію до фільму знятого за мотивами комедії Вільяма Шекспіра «Сон літньої ночі» у театрі імені Станіслава Виспянського у Катовицях[4];
- 1955 рік — Державна премія 1-го ступеня за всю сценографічну діяльність[4].